# Xiannü He
Koordinaten: 62° 10′ S, 58° 57′ W
Xiannü He (chinesisch 仙女河 ‚Feenfluss‘) ist ein 2 km langer, saisonaler Fluss auf der Fildes-Halbinsel von King George Island im Archipel der Südlichen Shetlandinseln. Er entspringt westlich des Sees Dajiao Hu und fließt in nordwestlicher Richtung zur Bucht Haiyan Wan.
Chinesische Wissenschaftler benannten ihn 1986 im Zuge von Vermessungs- und Kartierungsarbeiten.